# Eunicida
Eunicida zijn een orde van borstelwormen (Polychaeta).

## Taxonomie
De volgende taxa zijn bij de orde ingedeeld:
- Geslacht Andiprion Hints, Tonarová, Eriksson, Rubinstein & De la Puente, 2017 †
- Familie Atraktoprionidae †
- Familie Conjungaspidae Hints, 1999 †
- Familie Dorvilleidae Chamberlin, 1919
- Familie Eunicidae Berthold, 1827
- Familie Hartmaniellidae Imajima, 1977
- Familie Lumbrineridae Schmarda, 1861
- Familie Oenonidae Kinberg, 1865
- Familie Onuphidae Kinberg, 1865
- Familie Tretoprionidae Hints, 1999 †

### Nomen dubium
- Superfamilie Eunicea

### Synoniemen
- Familie Arabellidae Hartman, 1944 => Oenonidae Kinberg, 1865
- Familie Euniphysidae Shen & Wu, 1991 => Eunicidae Berthold, 1827
- Familie Iphitimidae Fauchald, 1970 => Dorvilleidae Chamberlin, 1919
- Familie Lysaretidae Kinberg, 1865 => Lumbrineridae Schmarda, 1861
- Familie Pseudophyllodocidae Bidenkap, 1895 => Dorvilleidae Chamberlin, 1919
- Familie Staurocephalidae Kinberg, 1865 => Dorvilleidae Chamberlin, 1919